# Belgiens Grand Prix 1997
Belgiens Grand Prix 1997 var det tolfte av 17 lopp ingående i formel 1-VM 1997.

## Resultat
1. Michael Schumacher, Ferrari, 10 poäng
2. Giancarlo Fisichella, Jordan-Peugeot, 6
3. Heinz-Harald Frentzen, Williams-Renault, 4
4. Johnny Herbert, Sauber-Petronas, 3
5. Jacques Villeneuve, Williams-Renault, 2
6. Gerhard Berger, Benetton-Renault, 1
7. Pedro Diniz, Arrows-Yamaha
8. Jean Alesi, Benetton-Renault
9. Gianni Morbidelli, Sauber-Petronas
10. Eddie Irvine, Ferrari
11. Mika Salo, Tyrrell-Ford
12. Jan Magnussen, Stewart-Ford
13. Damon Hill, Arrows-Yamaha
14. Ukyo Katayama, Minardi-Hart
15. Jarno Trulli, Prost-Mugen Honda

### Förare som bröt loppet
- Jos Verstappen, Tyrrell-Ford (varv 25, snurrade av)
- Ralf Schumacher, Jordan-Peugeot (21, snurrade av)
- David Coulthard, McLaren-Mercedes (19, snurrade av)
- Tarso Marques, Minardi-Hart (18, snurrade av)
- Rubens Barrichello, Stewart-Ford (8, styrning)
- Shinji Nakano, Prost-Mugen Honda (5, elsystem)

### Förare som diskvalificerades
- Mika Häkkinen, McLaren-Mercedes (varv 44)